# Zavrh (gmina Trebnje)
Zavrh – wieś w Słowenii, w gminie Trebnje. W 2018 roku liczyła 4 mieszkańców.